# Cases dels Canonges
La Cases dels Canonges (in italiano Case dei Canonici) è un edificio che si trova nel Barri Gòtic di Barcellona e che è la residenza ufficiale del presidente della Generalitat de Catalunya.

## Storia
Questa casa, come le altre dell'isolato, serviva da residenza dei Canonici regolari della Cattedrale a partire dal XIV secolo quando questi abbandonarono la clausura.
Si sviluppa intorno a un cortile scoperto, all'interno della quale c'è una scala che conduce alla pianta nobile dell'edificio. Tutto l'insieme è stato largamente ristrutturato durante gli anni venti dagli architetti Juan Rubió e in seguito da Jeroni Martorell, che aggiungesero elementi neogotici alle parti recuperate dell'opera originale come ad esempio il famoso Pont del Bisbe che unisce l'edificio con il Palau de la Generalitat de Catalunya.
Nel XX secolo con la creazione delle comunità autonome, Francesc Macià, primo presidente della Generalitat, scelse questo edificio come residenza ufficiale e anche il suo successore, Lluís Companys, diede continuità alla scelta fino al suo esilio alla fine della Guerra civile spagnola.
Con il ritorno alla democrazia durante la Transizione la casa tornò ad essere la residenza presidenziale con Josep Tarradellas, ma i presidenti successivi rifiutarono di utilizzare l'edificio come residenza privata, ad eccezione di Joaquim Torra che la utilizzò durante la pandemia di COVID-19.